# UK Open (šipky)
UK Open je šipkařský turnaj, který každoročně pořádá organizace Professional Darts Corporation a který se koná v Butlins Minehead Resort v Anglii. Turnaj bývá označován jako šipkařský FA Cup, hráči nejsou do soutěže nasazení, duely jsou náhodně losovány. Celkem do turnaje vstupuje 160 šipkařů, v prvních kolech nejprve soutěží ti z nižších soutěží a horších pozicí v žebříčku PDC Order of Merit, načež ve 4. kole se zapojí i 32 nejlepších hráčů. Turnaj je dotován částkou 600 000 liber, vítěz získává 110 000 liber.

## Historie
V letech 2003 až 2013 se turnaj konal každý rok v červnu na stadionu Reebok v Boltonu. V roce 2014 se přestěhovala do Butlin's Minehead a nově se hrálo začátkem března. V roce 2021 se turnaj z důvodu pandemie covidu-19 mimořádně konal v Marshall Arena v Milton Keynes v tradičním termínu, ale bez diváků.
Nejúspěšnějším hráčem na turnaji je Phil Taylor, který vyhrál v letech 2003, 2005, 2009, 2010 a 2013. Vítězství dokázali zopakovat 3krát také Michael van Gerwen a James Wade, 2krát vyhrál Raymond van Barneveld. Phil Taylor dokázal na turnaji hned 4krát zakončit leg devítkou, a to v letech 2004, 2005, 2007 a 2008. Až do roku 2015 měl turnaj vždy nového finalistu, což narušil v roce 2016 až Peter Wright, který si došel pro vítězství v roce 2017. Kvůli extrémním povětrnostním podmínkám a obavám o bezpečnost fanoušků bylo nutné odehrát v roce 2018 turnaj bez diváků.

## Formát
Na turnaji je 16 míst vyhrazeno pro amatéry. Před zahájením soutěže je v různých místech Spojeného království uspořádáno několik kvalifikací, které úspěšným zaručí místo na turnaji. Poté již UK Open probíhá následovně (platné od roku 2020):
- První kolo: 16 amatérských kvalifikantů, 8 hráčů na základě Challenge Tour, 8 hráčů na základě Development Tour a 32 hráčů na pozicích 97–128 v PDC Order of Merit.
- Druhé kolo: Proti vítězům 1. kola se postaví 32 hráčů na pozicích 65–96 v PDC Order of Merit.
- Třetí kolo: Proti vítězům 2. kola se postaví 32 hráčů na pozicích 33–64 v PDC Order of Merit.
- Čtvrté kolo: Proti vítězům 3. kola se postaví 32 nejlepších hráčů dle PDC Order of Merit.

Losování prvních 3. kol probíhá najednou ve chvíli, kdy jsou známí všichni účastníci. Další jsou losována ihned po uzavření dohraného kola.

## Seznam finálových zápasů
| Rok  | Vítěz (průměr ve finále)      | Skóre | Finalista (průměr ve finále)  | Finanční odměna | Finanční odměna | Finanční odměna | Sponzor            | Místo konání                  |
| Rok  | Vítěz (průměr ve finále)      | Skóre | Finalista (průměr ve finále)  | Celkem          | Vítěz           | Finalista       | Sponzor            | Místo konání                  |
| ---- | ----------------------------- | ----- | ----------------------------- | --------------- | --------------- | --------------- | ------------------ | ----------------------------- |
| 2003 | Phil Taylor (98.03)           | 18–8  | Shayne Burgess (91.36)        | £124 000        | £30 000         | £15 000         | Sky Bet            | Reebok Stadium, Bolton        |
| 2004 | Roland Scholten (89.49)       | 11–6  | John Part (85.98)             | £124 000        | £30 000         | £15 000         | Budweiser          | Reebok Stadium, Bolton        |
| 2005 | Phil Taylor (96.80)           | 13–7  | Mark Walsh (84.52)            | £124 000        | £30 000         | £15 000         | Budweiser          | Reebok Stadium, Bolton        |
| 2006 | Raymond van Barneveld (91.51) | 13–7  | Barrie Bates (82.98)          | £124 000        | £30 000         | £15 000         | Budweiser          | Reebok Stadium, Bolton        |
| 2007 | Raymond van Barneveld (94.99) | 16–8  | Vincent van der Voort (88.76) | £150 000        | £30 000         | £15 000         | Blue Square        | Reebok Stadium, Bolton        |
| 2008 | James Wade (94.65)            | 11–7  | Gary Mawson (87.33)           | £178 000        | £35 000         | £15 000         | Blue Square        | Reebok Stadium, Bolton        |
| 2009 | Phil Taylor (100.81)          | 11–6  | Colin Osborne (93.24)         | £200 000        | £40 000         | £20 000         | Blue Square        | Reebok Stadium, Bolton        |
| 2010 | Phil Taylor (97.71)           | 11–5  | Gary Anderson (92.41)         | £200 000        | £40 000         | £20 000         | Rileys Darts Zones | Reebok Stadium, Bolton        |
| 2011 | James Wade (96.25)            | 11–8  | Wes Newton (88.51)            | £200 000        | £40 000         | £20 000         | Speedy Hire        | Reebok Stadium, Bolton        |
| 2012 | Robert Thornton (95.44)       | 11–5  | Phil Taylor (98.58)           | £200 000        | £40 000         | £20 000         | Speedy Hire        | Reebok Stadium, Bolton        |
| 2013 | Phil Taylor (107.04)          | 11–4  | Andy Hamilton (97.95)         | £200 000        | £40 000         | £20 000         | Speedy Hire        | Reebok Stadium, Bolton        |
| 2014 | Adrian Lewis (109.13)         | 11–1  | Terry Jenkins (93.15)         | £250 000        | £50 000         | £25 000         | Coral              | Butlin's Minehead, Minehead   |
| 2015 | Michael van Gerwen (98.43)    | 11–5  | Peter Wright (99.33)          | £300 000        | £60 000         | £30 000         | Coral              | Butlin's Minehead, Minehead   |
| 2016 | Michael van Gerwen (106.68)   | 11–4  | Peter Wright (98.33)          | £300 000        | £60 000         | £30 000         | Coral              | Butlin's Minehead, Minehead   |
| 2017 | Peter Wright (100.55)         | 11–6  | Gerwyn Price (97.78)          | £350 000        | £70 000         | £35 000         | Coral              | Butlin's Minehead, Minehead   |
| 2018 | Gary Anderson (95.71)         | 11–7  | Corey Cadby (99.78)           | £350 000        | £70 000         | £35 000         | Coral              | Butlin's Minehead, Minehead   |
| 2019 | Nathan Aspinall (88.72)       | 11–5  | Rob Cross (84.79)             | £450 000        | £100 000        | £40 000         | Ladbrokes          | Butlin's Minehead, Minehead   |
| 2020 | Michael van Gerwen (101.42)   | 11–9  | Gerwyn Price (99.16)          | £450 000        | £100 000        | £40 000         | Ladbrokes          | Butlin's Minehead, Minehead   |
| 2021 | James Wade (102.52)           | 11–5  | Luke Humphries (97.95)        | £450 000        | £100 000        | £40 000         | Ladbrokes          | Marshall Arena, Milton Keynes |
| 2022 | Danny Noppert (84.82)         | 11–10 | Michael Smith (90.33)         | £450 000        | £100 000        | £40 000         | Cazoo              | Butlin's Minehead, Minehead   |
| 2023 | Andrew Gilding (95.46)        | 11–10 | Michael van Gerwen (96.74)    | £600 000        | £110 000        | £50 000         | Cazoo              | Butlin's Minehead, Minehead   |
| 2024 | Dimitri Van den Bergh (95.18) | 11–10 | Luke Humphries (96.07)        | £600 000        | £110 000        | £50 000         | Ladbrokes          | Butlin's Minehead, Minehead   |
| 2025 | Luke Littler (101.51)         | 11–2  | James Wade (88.06)            | £600 000        | £110 000        | £50 000         | Ladbrokes          | Butlin's Minehead, Minehead   |

## Rekordy a statistiky
Aktuální k 2. březnu 2025

### Počet účastí ve finále
| Pořadí | Hráč                  | Země       | Vítězství | Finalista | Finále celkem | Celkem na turnaji |
| ------ | --------------------- | ---------- | --------- | --------- | ------------- | ----------------- |
| 1      | Phil Taylor           | Anglie     | 5         | 1         | 6             | 14                |
| 2      | Michael van Gerwen    | Nizozemsko | 3         | 1         | 4             | 18                |
| 2      | James Wade            | Anglie     | 3         | 1         | 4             | 23                |
| 4      | Raymond van Barneveld | Nizozemsko | 2         | 0         | 2             | 18                |
| 5      | Peter Wright          | Skotsko    | 1         | 2         | 3             | 18                |
| 6      | Gary Anderson         | Skotsko    | 1         | 1         | 2             | 17                |
| 7      | Nathan Aspinall       | Anglie     | 1         | 0         | 1             | 10                |
| 7      | Dimitri Van den Bergh | Belgie     | 1         | 0         | 1             | 8                 |
| 7      | Andrew Gilding        | Anglie     | 1         | 0         | 1             | 12                |
| 7      | Adrian Lewis          | Anglie     | 1         | 0         | 1             | 20                |
| 7      | Luke Littler          | Anglie     | 1         | 0         | 1             | 3                 |
| 7      | Danny Noppert         | Nizozemsko | 1         | 0         | 1             | 8                 |
| 7      | Roland Scholten       | Nizozemsko | 1         | 0         | 1             | 11                |
| 7      | Robert Thornton       | Skotsko    | 1         | 0         | 1             | 13                |
| 15     | Luke Humphries        | Anglie     | 0         | 2         | 2             | 8                 |
| 15     | Gerwyn Price          | Wales      | 0         | 2         | 2             | 12                |
| 17     | Barrie Bates          | Wales      | 0         | 1         | 1             | 12                |
| 17     | Shayne Burgess        | Anglie     | 0         | 1         | 1             | 4                 |
| 17     | Corey Cadby           | Austrálie  | 0         | 1         | 1             | 1                 |
| 17     | Rob Cross             | Anglie     | 0         | 1         | 1             | 10                |
| 17     | Andy Hamilton         | Anglie     | 0         | 1         | 1             | 16                |
| 17     | Terry Jenkins         | Anglie     | 0         | 1         | 1             | 16                |
| 17     | Gary Mawson           | USA        | 0         | 1         | 1             | 3                 |
| 17     | Wes Newton            | Anglie     | 0         | 1         | 1             | 14                |
| 17     | Colin Osborne         | Anglie     | 0         | 1         | 1             | 9                 |
| 17     | John Part             | Kanada     | 0         | 1         | 1             | 14                |
| 17     | Michael Smith         | Anglie     | 0         | 1         | 1             | 17                |
| 17     | Vincent van der Voort | Nizozemsko | 0         | 1         | 1             | 17                |
| 17     | Mark Walsh            | Anglie     | 0         | 1         | 1             | 13                |

- Aktivní hráči jsou vyznačeni tučně
- V tabulce jsou pouze hráči, kteří se účastnili finále
- V případě stejného výsledku jsou hráči řazeni abecedně

### Vítězové podle zemí
| Země       | Hráči | Celkem | První titul | Poslední titul |
| ---------- | ----- | ------ | ----------- | -------------- |
| Anglie     | 6     | 12     | 2003        | 2025           |
| Nizozemsko | 4     | 7      | 2004        | 2022           |
| Skotsko    | 3     | 3      | 2012        | 2018           |
| Belgie     | 1     | 1      | 2024        | 2024           |

### Zakončení devíti šipkami
Na turnaji se povedlo celkem 15krát zakončit leg devítkou, tedy nejnižším možným množstvím šipek. Úspěšných bylo 11 hráčů, Phil Taylor 4krát, Michael van Gerwen 2krát. 4 devítky byly hozeny na vedlejších terčích a nebyly odvysílány v přímém přenosu.
| Hráč                 | Rok (+ kolo)     | Způsob                              | Soupeř             | Výsledek |
| -------------------- | ---------------- | ----------------------------------- | ------------------ | -------- |
| Phil Taylor          | 2004, 4. kolo    | 3 × T20; 3 × T20; T20, T19, D12     | Matt Chapman       | 8–2      |
| Phil Taylor          | 2005, semifinále | 3 × T20; 3 × T20; T20, T19, D12     | Roland Scholten    | 11–6     |
| Phil Taylor          | 2007, 5. kolo    | 3 × T20; 3 × T20; T20, T19, D12     | Wes Newton         | 11–5     |
| Phil Taylor          | 2008, 4. kolo    | 3 × T20; 2 × T20, T19; 2 × T20, D12 | Jamie Harvey       | 9–1      |
| Mervyn King          | 2010, 5. kolo    | 3 × T20; 3 × T20; T20, T19, D12     | Gary Anderson      | 8–9      |
| Gary Anderson        | 2012, 3. kolo    | 3 × T20; 3 × T20; T20, T19, D12     | Davey Dodds        | 9–3      |
| Wes Newton †         | 2013, 4. kolo    | 3 × T20; 3 × T20; T20, T19, D12     | Adrian Lewis       | 8–9      |
| Michael van Gerwen   | 2016, 4. kolo    | 3 × T20; 3 × T20; T20, T19, D12     | Rob Cross          | 9–5      |
| Jonny Clayton        | 2020, osmifinále | 3 × T20; 3 × T20; T20, T19, D12     | Chris Dobey        | 10–8     |
| Michael van Gerwen   | 2020, semifinále | 3 × T20; 3 × T20; T20, T19, D12     | Daryl Gurney       | 11–3     |
| Sebastian Bialecki † | 2021, 1. kolo    | 3 × T20; 3 × T20; 141               | Jim McEwan         | 6–2      |
| Jitse van der Wal †  | 2021, 2. kolo    | 3 × T20; 3 × T20; 141               | Sebastian Bialecki | 3–6      |
| José Justicia †      | 2022, 3. kolo    | 3 × T20; 3 × T20; 141               | Adam Gawlas        | 5–6      |
| James Wade           | 2022, osmifinále | 3 × T20; 3 × T20; T20, T19, D12     | Boris Krcmar       | 10–8     |
| Michael Smith        | 2022, osmifinále | 3 × T20; 3 × T20; T20, T19, D12     | Mensur Suljovic    | 10–9     |

- † – neodvysílané devítky

### Nejvyšší průměry
| Deset nejvyšších průměrů v jednom zápasu | Deset nejvyšších průměrů v jednom zápasu | Deset nejvyšších průměrů v jednom zápasu | Deset nejvyšších průměrů v jednom zápasu | Deset nejvyšších průměrů v jednom zápasu |
| Průměr                                   | Hráč                                     | Rok (+ kolo)                             | Soupeř                                   | Výsledek                                 |
| ---------------------------------------- | ---------------------------------------- | ---------------------------------------- | ---------------------------------------- | ---------------------------------------- |
| 118,66                                   | Phil Taylor                              | 2010, 4. kolo                            | Kevin Painter                            | 9–0                                      |
| 115,92                                   | Niko Springer                            | 2025, 1. kolo                            | Cor Dekker                               | 6–2                                      |
| 115,62                                   | Phil Taylor                              | 2009, čtvrtfinále                        | Mark Lawrence                            | 10–0                                     |
| 115,51                                   | Phil Taylor                              | 2009, 4. kolo                            | Ken Mather                               | 9–3                                      |
| 114,91                                   | Michael van Gerwen                       | 2015, osmifinále                         | Kim Huybrechts                           | 9–2                                      |
| 114,54                                   | Phil Taylor                              | 2008, osmifinále                         | Wes Newton                               | 9–3                                      |
| 113,05                                   | Phil Taylor                              | 2010, semifinále                         | Denis Ovens                              | 10–5                                     |
| 111,67                                   | Phil Taylor                              | 2015, osmifinále                         | Vincent van der Voort                    | 9–3                                      |
| 110,88                                   | Peter Wright                             | 2017, čtvrtfinále                        | Raymond van Barneveld                    | 10–8                                     |
| 110,81                                   | Michael van Gerwen                       | 2020, čtvrtfinále                        | Rob Cross                                | 10–4                                     |

| Pět nejvyšších průměrů na celém turnaji | Pět nejvyšších průměrů na celém turnaji | Pět nejvyšších průměrů na celém turnaji |
| Průměr                                  | Hráč                                    | Rok                                     |
| --------------------------------------- | --------------------------------------- | --------------------------------------- |
| 109,17                                  | Phil Taylor                             | 2015                                    |
| 107,38                                  | Phil Taylor                             | 2009                                    |
| 106,81                                  | Phil Taylor                             | 2013                                    |
| 106,43                                  | Phil Taylor                             | 2010                                    |
| 105,57                                  | Michael van Gerwen                      | 2015                                    |

## Televizní vysílání
Od roku 2003 do roku 2013 turnaj vysílala stanice Sky Sports, od roku 2014 se stal součástí televizního programu stanice ITV4.

## Sponzoři
První turnaj v roce 2003 sponzorovala společnost Sky Bet. Další tři roky byl hlavním sponzorem Budweiser, kterého v roce 2007 na další tři roky nahradila sázková kancelář Blue Square. V roce 2010 byl jeden rok podporován společností Rileys Darts Zones. Následující tři roky patřily společnosti Speedy Hire. Pětiletý kontrakt byl poté uzavřen se společností Coral, kterou v roce 2019 nahradila její sesterská společnost Ladbrokes. V letech 2022 a 2023 byla hlavním sponzorem turnaje společnost Cazoo, kterou v roce 2024 opět nahradila společnost Ladbrokes.